# Anthophorula snellingi
Anthophorula snellingi är en biart som först beskrevs av Timberlake 1980.  Anthophorula snellingi ingår i släktet Anthophorula och familjen långtungebin. Inga underarter finns listade i Catalogue of Life.